# Malolwane
Malolwane – wieś w Botswanie w dystrykcie Kgatleng. Według spisu ludności z 2011 roku wieś liczyła 2406 mieszkańców.